# Orbest Orizona Airlines
Orbest Orizona Airlines, tidigare Iberworld var ett spanskt charterflygbolag som flyger till destinationer i Europa och Västindien. Bolaget stängdes år 2013.
Den 1 maj 2011 bytte flygbolaget namn till Orbest Orizona Airlines.

## Flygflotta
Orizonas flotta består av följande flygplan (februari 2008):
- 7 Airbus A320-200
- 3 Airbus A330-300 (Ett flygplan flyger för XL Airways France)